# دانشگاه راش

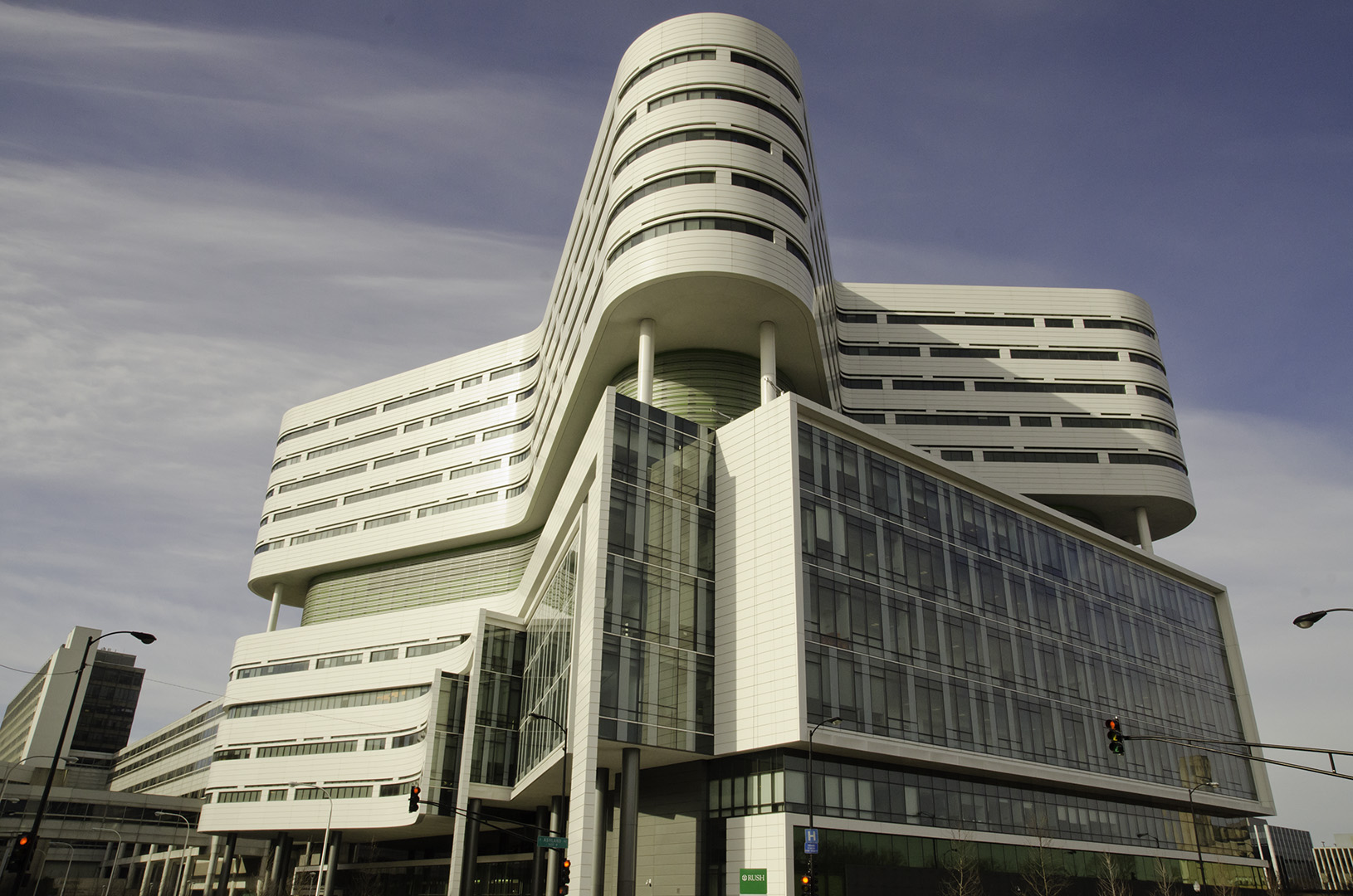
مرکز پزشکی دانشگاه راش

دانشگاه راش (به انگلیسی: Rush University) یک دانشگاه خصوصی در ایالات متحده آمریکا است که در شیکاگو واقع شده و در سال ۱۹۷۲ تأسیس گشت. دانشگاه راش شامل چهار مدرسه اصلی است: دانشکده علوم پزشکی، دانشکده علوم پرستاری، دانشکده علوم سلامتی و دانشکده تحصیلات تکمیلی.
راش شامل یک بیمارستان ۶۶۴ تخت‌خوابی است که برای بزرگسالان و کودکان می‌باشد و مرکز پزشکی جانسون آر بومن و دانشگاه راش. پردیس دانشگاه راش منطقه‌ای ۳.۲ هکتاری در نیر وست در ایلینو مدیکال دیستریکت واقع است که شامل مرکز آموزشی پزشکی دانشگاه راش می‌باشد.